# Pipa parva
El sapo pipa enano, sapo de celdillas o sapo enano (Pipa parva) es una especie de anfibio de la familia Pipidae presente en América del Sur.

## Distribución
Habita en el nororiente de Colombia y bordeando el Lago de Maracaibo en Venezuela, en altitudes inferiores a 300 m.

## Características
Inconfundible por su cuerpo deprimido, cabeza triangular y aplanada, patas palmeadas y dedos manuales cilíndricos y rematados por cuatro diminutos lóbulos similares a pequeñas estrellas. Carece de lengua y sobre el maxilar. La piel es áspera y rústica al tacto. La coloración es mayormente grisácea con tonos oliva y el vientre un poco más claro. El tamaño de los dos sexos es similar, y no excede los 45 mm.

### Hábitat
Este anfibio acuático, territorial, abundante y nocturno, habita en arroyos, estanques, lagos y lagunas. Durante la temporada de lluvias se desplaza ágilmente por tierra en busca de charcas y arroyos de aguas mansas.

### Alimentación
Es carnívora y se alimenta de pequeños peces, crustáceos e insectos acuáticos.

### Reproducción y desarrollo
Exhibe un elaborado ritual de apareamiento con un brazo nupcial de tipo inguinal de tipo inguinal y una danza que incluye vueltas en el agua. Los huevos, una vez fertilizados, son implantados en la espalda de la hembra, Posteriormente la piel engloba a cada uno de ellos, en pequeñas fosetas, donde se desarrollan hasta una base avanzada. Diminutos renacuajos emergen de la piel y completan el ciclo de diferenciación y crecimiento dentro del agua.